# Marcel Houyoux
Marcel Houyoux (Bouffioulx, 2 de mayo de 1903 - Charleroi, 28 de noviembre de 1983 fue un ciclista belga que fue profesional entre 1925 y 1935.
Su éxito más importante fue la victoria en la Lieja-Bastogne-Lieja de 1932.

## Palmarés
1932
- Lieja-Bastogne-Lieja
- 1 etapa a la Vuelta a Bélgica